# Vladimír Filo (1955)
Vladimír Filo (21. září 1955, Sereď – 22. října 2019, Vlčkovce) byl slovenský fotbalista, záložník.

## Fotbalová kariéra
Hrál za Spartak Trnava (1982–1987) a za Spartak Hradec Králové (1987–1989). V československé lize nastoupil ke 124 utkáním a dal 10 gólů. Za reprezentaci do 18 let nastoupil v letech 1973–1974 ke 12 utkáním a dal 2 góly, za juniorskou reprezentaci nastoupil v 6 utkáních. Po skončení aktivní kariéry trénoval v nižších soutěžích.

## Ligová bilance
| Ročník                                   | Zápasy | Góly | Klub                   |
| ---------------------------------------- | ------ | ---- | ---------------------- |
| 1. československá fotbalová liga 1982/83 | 15     | 2    | Spartak Trnava         |
| 1. československá fotbalová liga 1983/84 | 28     | 2    | Spartak Trnava         |
| 1. československá fotbalová liga 1984/85 | 11     | 1    | Spartak Trnava         |
| 1. československá fotbalová liga 1985/86 | 15     | 1    | Spartak Trnava         |
| 1. československá fotbalová liga 1986/87 | 19     | 1    | Spartak Trnava         |
| 1. československá fotbalová liga 1987/88 | 16     | 2    | Spartak Hradec Králové |
| 1. československá fotbalová liga 1988/89 | 20     | 1    | Spartak Hradec Králové |
| CELKEM                                   | 124    | 10   |                        |